# دائرة آيت أورير
دائرة آيت أورير هي إحدى دوائر إقليم الحوز، التابع لجهة مراكش آسفي، المملكة المغربية. تضم الدائرة 7 جماعات قروية، وبلغ عدد سكانها 109297 فرداً سنة 2004 حسب الإحصاء الرسمي للسكان والسكنى. يتبع للدائرة 16 مشيخة و271 دوار.

## التقسيمات الإداريّة
تعتبر دائرة آيت أورير إحدى الدوائر المشكّلة لإقليم الحوز، وهو التقسيم الإداري من المستوى الرابع المعتمد في المغرب. ينقسم إقليم الحوز إلى 39 جماعات قروية تختلف من حيث السكان والمساحة، والتي بدورها تنقسم إلى مشيخات تضم عدداً من الدواوير.